# Passionsspiele Erl

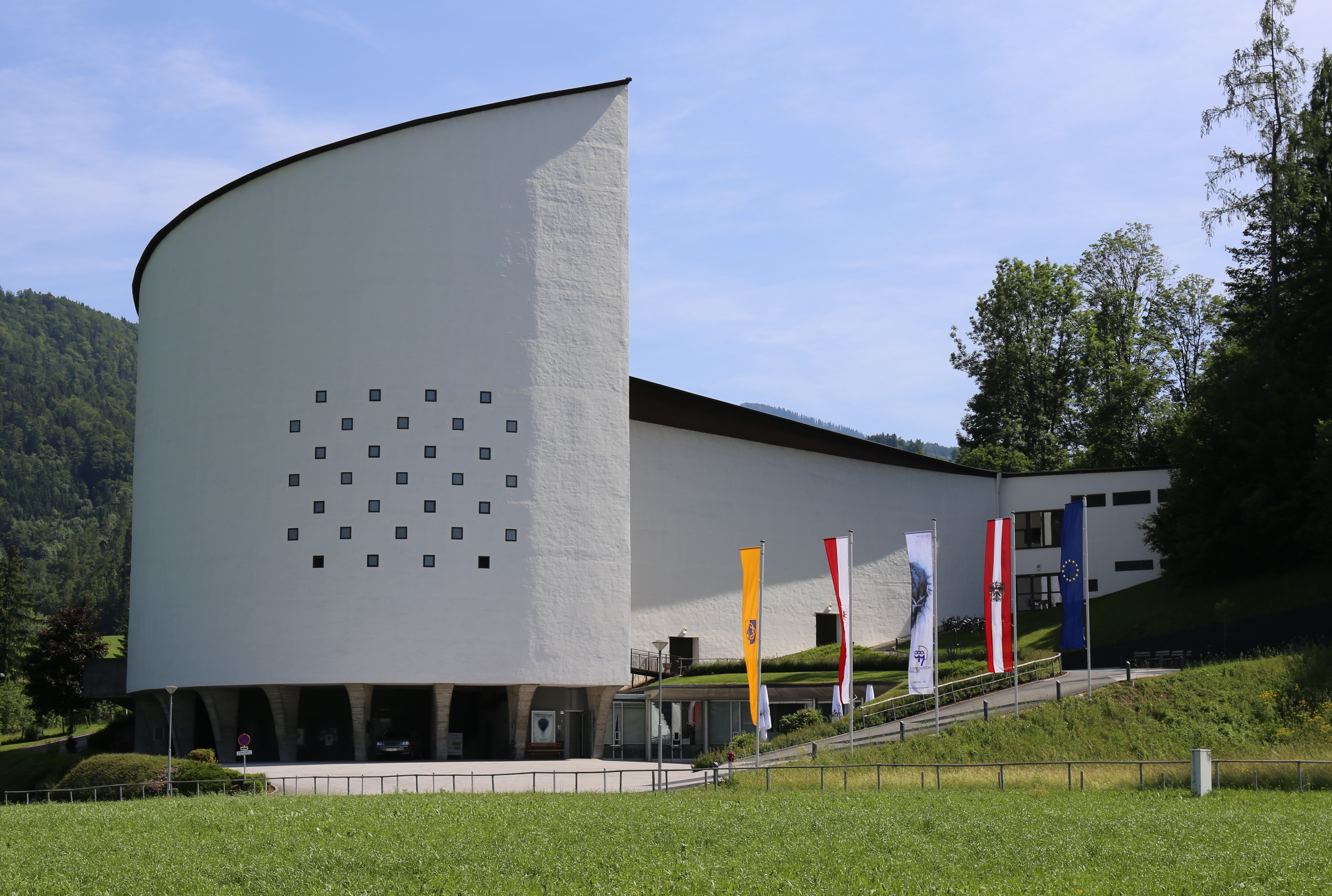
Passionsspielhaus Erl, gebaut 1956–1959, Entwurf von Robert Schuller

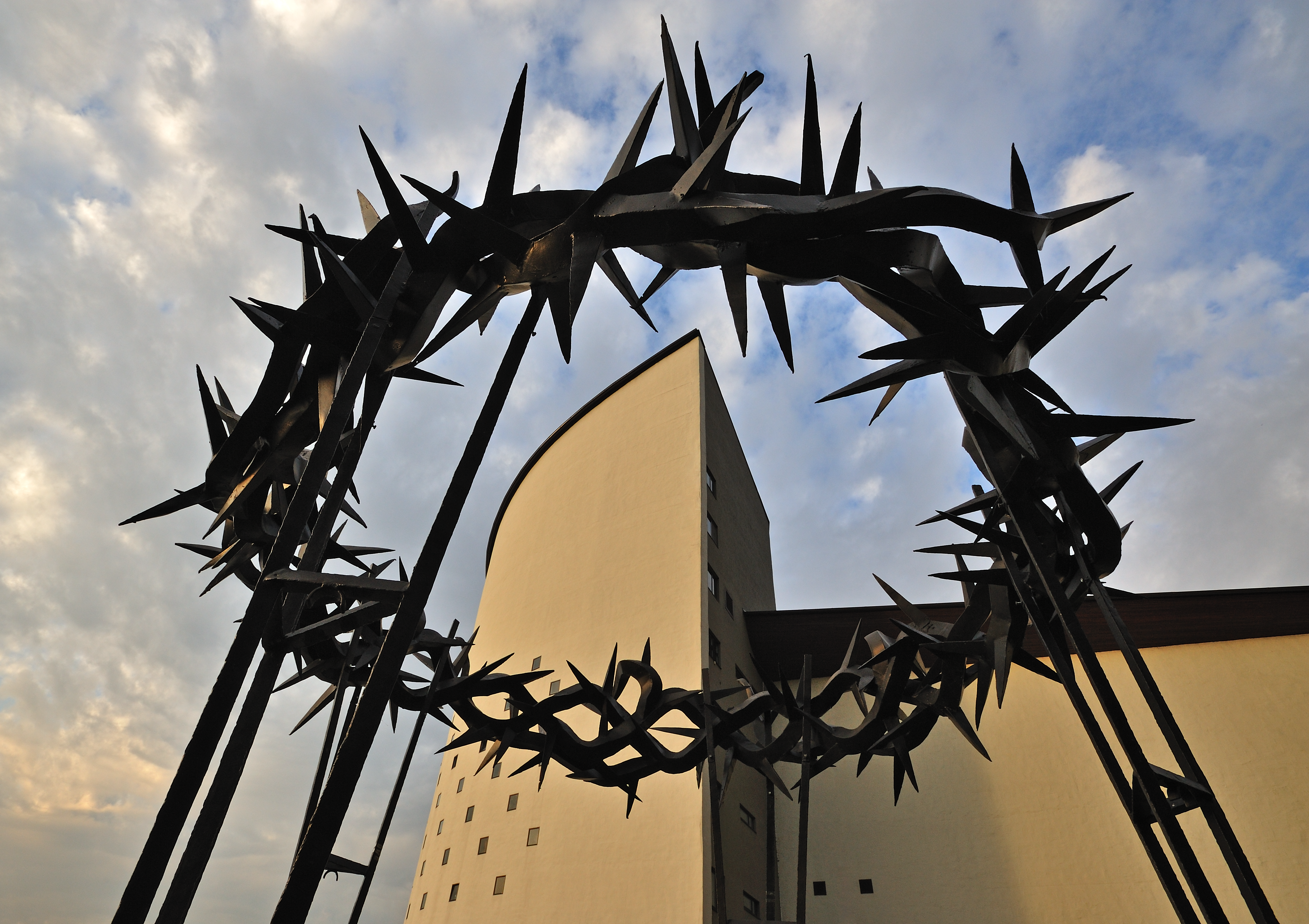
Dornenkrone vor dem Passionsspielhaus

Die Passionsspiele Erl sind ein traditionsreiches religiöses Schauspiel, das seit 1613 in der Tiroler Gemeinde Erl aufgeführt wird und daher zum Immateriellen Kulturerbe der UNESCO als das älteste Passionsspiel im deutschsprachigen Raum zählt. Alle sechs Jahre bringen rund 600 Laiendarsteller – etwa ein Drittel der Dorfbewohner – die Leidensgeschichte Jesu Christi auf die Bühne des eigens dafür errichteten Passionsspielhauses.

## Geschichte

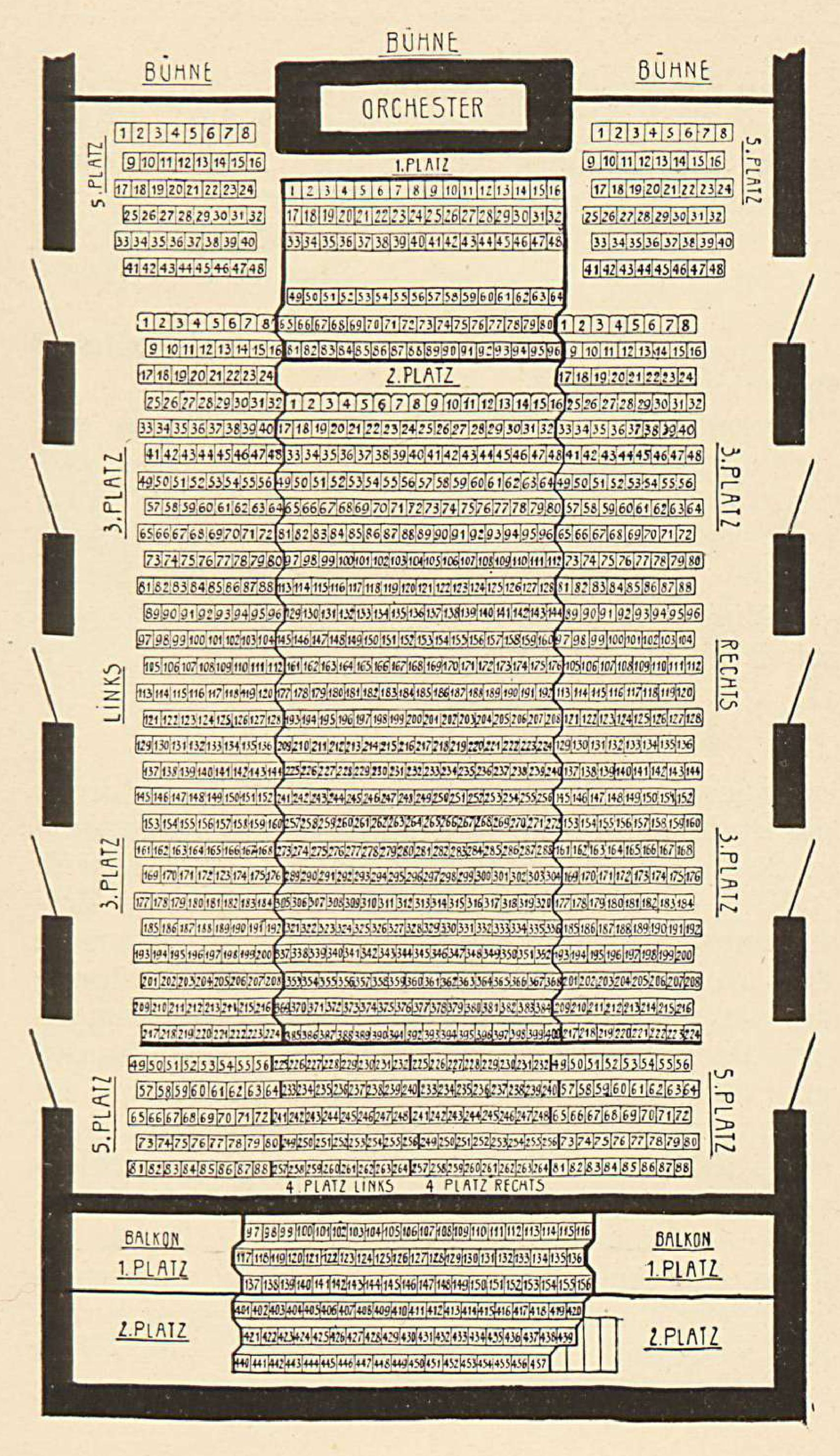
Sitzplan des ehemaligen Passionsspielhauses (1912)

Die Ursprünge der Erler Passionsspiele reichen bis ins frühe 17. Jahrhundert zurück, obwohl über die Aufführungen bis 1800 aufgrund von mehreren Bränden im Zuge der österreichischen Erbfolgekriege keine Urkunden mehr vorhanden sind. Der ursprüngliche Text für die Erler Passion stammt aus der Feder des bayrischen Meistersingers Sebastian Wild aus dem Jahr 1565. Ab 1868 wurde ein Text des lokalen Pfarrers Franz Angerer gespielt, der später von Maria Luise Thurmair neu bearbeitet wurde. 2013 und 2019 wurde ein Text des Schriftstellers Felix Mitterer zur Aufführung gebracht.
Im Jahr 2013, zum 400-jährigen Jubiläum, zog die Aufführung über 60.000 Besucher an.
2013 wurden die Passionsspiele Erl in das Immaterielle Kulturerbe der UNESCO aufgenommen.
Für die Saison 2025 wurde mit Martin Leutgeb ein neuer Regisseur gewonnen, der auch den Text neu verfasst hat. Die musikalische Leitung übernahm der österreichische Komponist Christian Kolonovits, bekannt aus der Austropop-Szene. Diese Neuausrichtung verbindet Tradition mit Innovation und sollte das Publikum dazu anregen, sich mit zentralen Fragen des Glaubens auseinanderzusetzen. Der Salzburger Künstler und Innenarchitekt Hartmut Schörghofer war 2025 für Bühnenbild und Technik verantwortlich.

## Aufführungen
Die Passionsspiele finden alle sechs Jahre von Mai bis Oktober mit 32 Aufführungen pro Spielsaison statt. Die Vorbereitungen beginnen bereits im Herbst des Vorjahres, wobei die Proben zu Allerheiligen starten. Während dieser Zeit lassen sich die männlichen Darsteller Haare und Bärte wachsen, dies stellt eine Verpflichtung zum Mitspielen dar, und verzichten oft auf ihren Sommerurlaub, um sich ganz dem Spiel zu widmen und proben ca. 120 Mal. Das Budget für die Aufführungen beträgt pro Saison ca. 300.000 €.
Die Aufführungen werden von ca. 600 ehrenamtlichen Laiendarstellern, hauptsächlich Dorfbewohner, durchgeführt. Ca. 80 der Darsteller haben Sprechrollen.

## Bedeutung für die Gemeinde

Wappen der Gemeinde Erl mit Dornenkrone

Die Passionsspiele sind ein Gemeinschaftsprojekt, das die Dorfbewohner eng zusammenschweißt. Vom Neugeborenen bis zur Pensionistin beteiligt sich der größte Teil der Bevölkerung ehrenamtlich an der Umsetzung. Diese gemeinsame Anstrengung stärkt den sozialen Zusammenhalt und fördert das kulturelle Erbe der Region.
Das 1973 verliehene Gemeindewappen verweist mit der Dornenkrone auf die traditionsreichen Passionsspiele in Erl.